# كاثرين جين كلارك
كاثرين جين كلارك أستاذة علم الفلك بجامعة كامبريدج وزميلة في كلية كلير في كامبريدج. في عام 2017، أصبحت أول امرأة تحصل على ميدالية إدينجتون من الجمعية الفلكية الملكية.